# Chiesa di Santa Chiara Nuova
La chiesa di Santa Chiara Nuova è una chiesa sconsacrata situata nel centro storico di Lodi.

## Architettura e arte

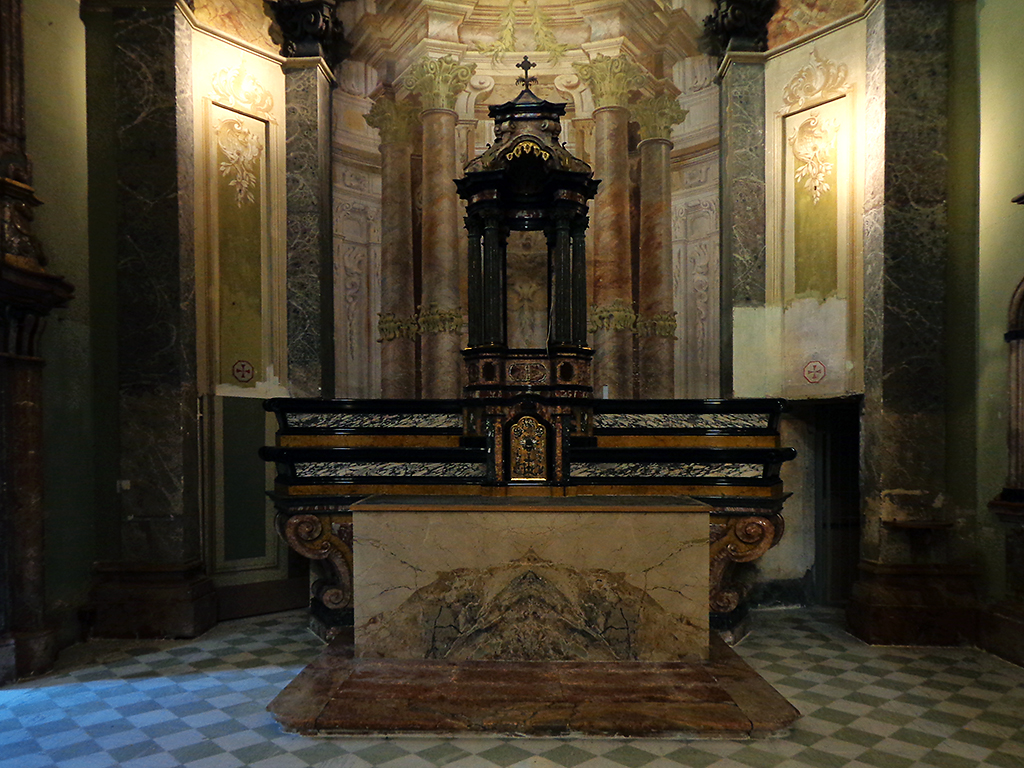
Il presbiterio

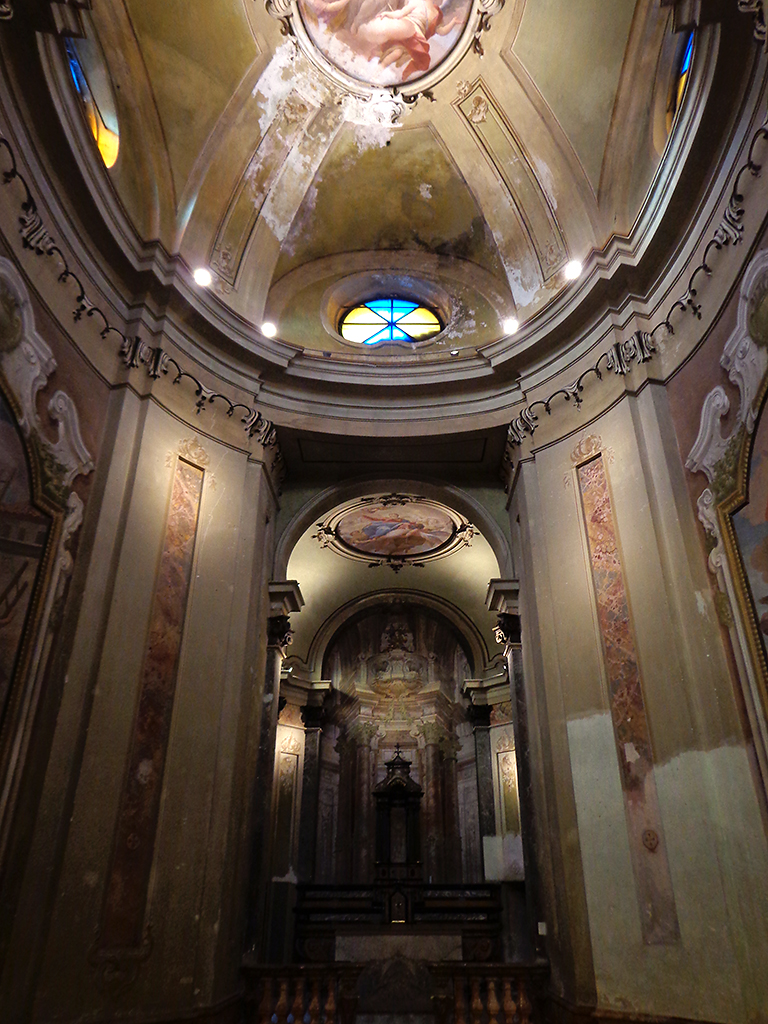
L'interno

L'edificio – ubicato in una caratteristica via stretta del nucleo medievale di Lodi – fa parte di un complesso architettonico che comprendeva anche il monastero delle clarisse; i due corpi di fabbrica, l'uno romanico e l'altro barocchetto, sono ben distinti.
L'interno della chiesa presenta dimensioni contenute e ospita ragguardevoli testimonianze artistiche.